# Ischnomera girardi
Ischnomera girardi is een keversoort uit de familie schijnboktorren (Oedemeridae). De wetenschappelijke naam van de soort is voor het eerst geldig gepubliceerd in 1992 door Švihla.